# Mariana Thon
Mariana Isabel Thon (Houston, 18 novembre 1988) è una pallavolista portoricana, palleggiatrice delle Criollas de Caguas.

## Biografia
Proviene da una famiglia di sportivi: è figlia dell'ex giocatore di baseball Richard Thon e dell'ex pallavolista Sol Thon; suo fratello Dickie è un giocatore di baseball professionista; due delle sue tre sorelle, Soleil e Vanessa, sono state pallavoliste professioniste, mentre la più piccola, Cecilia, gioca a livello universitario alla Evansville.

## Carriera

### Club
La carriera di Mariana Thon inizia quando si trova per motivi di studio negli Stati Uniti d'America, dove gioca quattro anni per la South Florida, programma della NCAA Division I. Nella stagione 2011 inizia la carriera professionistica nella Liga de Voleibol Superior Femenino con le Vaqueras de Bayamón, ricevendo al termine della stagione i premi di miglior esordiente e miglior palleggiatrice del campionato.
Dopo una stagione di inattività per maternità, nel campionato 2013 ritorna in campo con le Gigantes de Carolina, restandovi per tre annate. Nella stagione 2016 viene ingaggiata dalle Lancheras de Cataño, venendo premiata al termine dell'annata come miglior palleggiatrice ed inserita nella squadra delle stelle del torneo, mentre nella stagione seguente passa alle Capitalinas de San Juan.
Nel campionato 2018-19 gioca nella Superliga Femenina de Voleibol spagnola con il Madrid; al termine degli impegni con la formazione iberica, torna in patria per partecipare all'ultima fase della Liga de Voleibol Superior Femenino 2019 con le Valencianas de Juncos. Nel campionato seguente rientra in forza per un biennio al club capitolino spagnolo, tornando in seguito in patria con le Criollas de Caguas, con cui al termine della Liga de Voleibol Superior Femenino 2021 conquista lo scudetto.

## Palmarès

### Club
- Campionato portoricano: 1

2021

### Premi individuali
- 2011 - Liga de Voleibol Superior Femenino: Miglior palleggiatrice
- 2011 - Liga de Voleibol Superior Femenino: Miglior palleggiatrice (%)
- 2011 - Liga de Voleibol Superior Femenino: Miglior esordiente
- 2016 - Liga de Voleibol Superior Femenino: Miglior palleggiatrice
- 2016 - Liga de Voleibol Superior Femenino: All-Star Team